# Lobobunaea vandenberghei
Lobobunaea vandenberghei is een vlinder uit de familie van de nachtpauwogen (Saturniidae). De wetenschappelijke naam van de soort is voor het eerst geldig gepubliceerd in 1982 door Dall'Asta.